# تایوان شوگر
تایوان شوگر (انگلیسی: Taiwan Sugar) شرکت کشاورزی و صنایع غذایی تایوانی است، که در سال ۱۹۴۶ توسط وزارت روابط اقتصادی تایوان تأسیس شد.